# M3 Lee/Grant
El M3 fue un tanque medio estadounidense usado durante la Segunda Guerra Mundial. En Estados Unidos fue conocido como General Lee, en honor del general de la Confederación Robert E. Lee, y su versión modificada, construida según especificaciones británicas con una nueva torreta, recibió el nombre de "General Grant", en honor al general Ulysses S. Grant.
Debido a las necesidades bélicas, el M3 pasó del tablero de diseño a la producción en un corto periodo de tiempo. Estaba bien blindado y armado para el momento en que fue concebido, pero debido a varias desventajas (silueta alta, montaje del cañón principal en una barbeta de la carrocería en lugar de en la torreta, deficientes prestaciones a campo través) no resultó competitivo y fue retirado del frente en cuanto el M4 Sherman estuvo disponible en cantidades apreciables.

## Historia
En 1939, el Ejército de los Estados Unidos disponía de pocos tanques o diseños de tanques viables. Durante el periodo de entreguerras el presupuesto para el desarrollo de vehículos blindados había sido escaso. Los Estados Unidos carecían de infraestructuras para producir tanques, tenían poca experiencia en el diseño de estos y escasa doctrina para establecer las bases de los diseños.
En este contexto se enmarca el desarrollo de la serie de tanques medios M2. Cuando fue producido en 1939 era un tanque típico de la época, pero, para cuando los Estados Unidos entraron en la guerra, ya estaba obsoleto (estaba equipado con un cañón de 37 mm, tenía una protección -insuficiente- de 30 mm de blindaje y su silueta era muy alta). El éxito de tanques como el Panzer III y el Panzer IV durante la campaña de Francia en 1940 indujo al Ejército estadounidense a rediseñar sus tanques y, como consecuencia, se especificaron los requisitos para producir un tanque con un cañón de 75 mm en la torreta, lo que daría lugar al futuro M4 Sherman. Sin embargo, hasta que se pudiera producir dicho tanque se necesitaba con urgencia un tanque de transición armado con un cañón de 75 mm.
El M3 fue una solución de circunstancias. Su diseño era inusual en lo que respecta al armamento principal: un cañón de 75 mm de baja velocidad (modelo M2 o M3) montado en una barbeta situada en la parte derecha del casco, con un giro limitado. Sobre la alta carrocería se instaló una torreta con un cañón de alta velocidad de 37 mm (modelo M5 o M6). Sobre la torreta había una pequeña cúpula con una ametralladora, que visualmente daba la impresión de ser una torreta instalada sobre otra torreta. El montaje de dos cañones no era algo inusual, lo usaban, por ejemplo, el Char B francés, los T-28 y T-35 soviéticos, y la primera versión del Churchill británico. La idea que impulsaba a instalar dos cañones era la de dotar a los tanques con capacidad antipersona (para la que se necesita munición de alto poder explosivo y donde la velocidad es irrelevante) y antitanque (que depende más de la energía cinética del proyectil). El diseño usado en el M3 difería ligeramente de esa tónica: el cañón principal podía disparar un proyectil antiblindaje a un velocidad lo suficientemente alta como para atravesar el blindaje y también era capaz de usar munición de alto poder explosivo lo suficientemente grande como para ser efectiva. El montaje en el casco hizo que fuera posible comenzar a fabricarlo más rápidamente que si se hubiera montado la torreta idónea. Sus creadores eran plenamente conscientes de que el diseño tenía graves deficiencias, pero la necesidad de tanques era perentoria.
Algunos estaban dotados de estabilizador de elevación; se distinguían de los demás por la presencia de un contrapeso cilíndrico bajo el cañón de 37 mm y un contrapeso al final del cañón M2 75 mm. Los que llevaban el modelo M3 no necesitaban contrapeso.

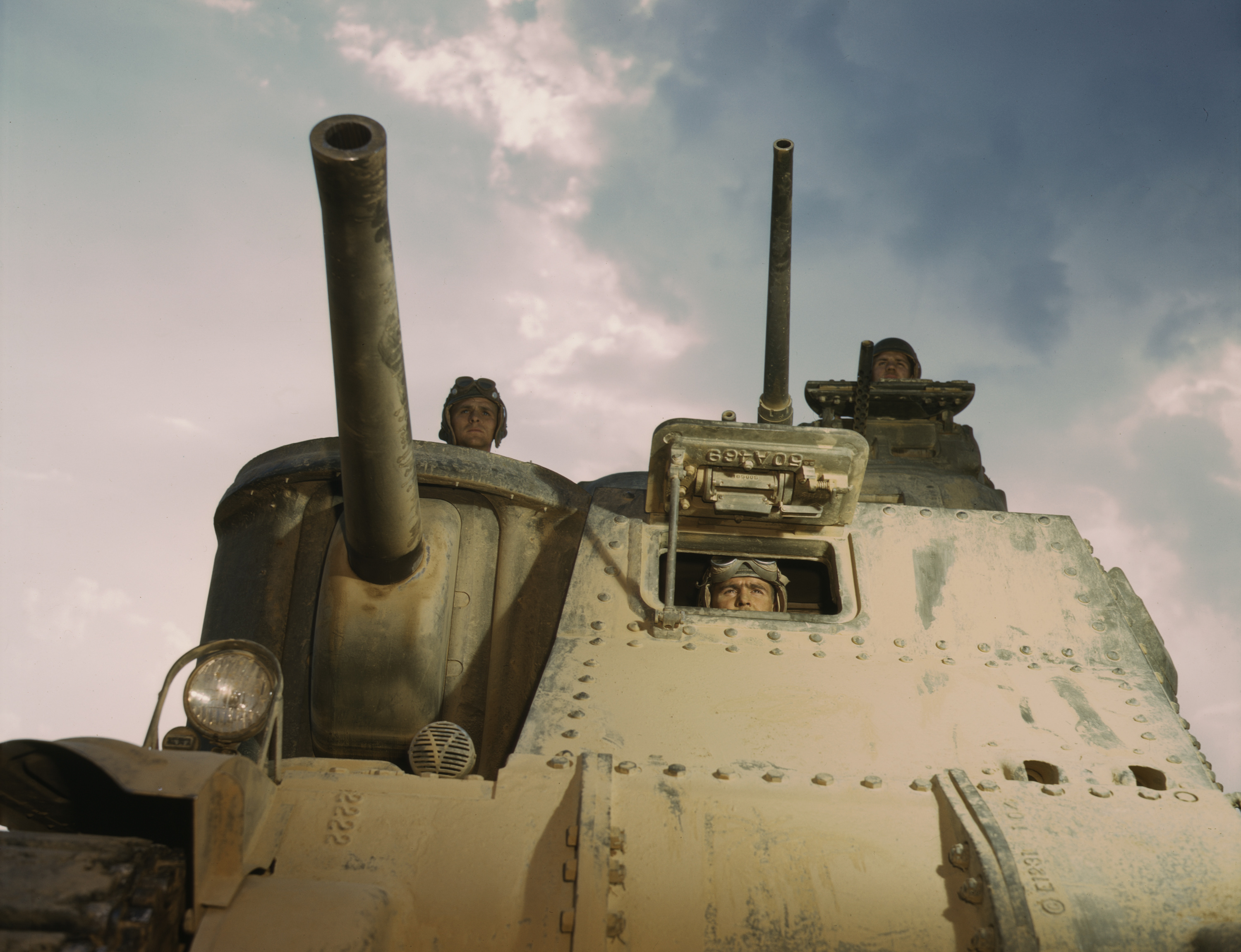
Vista frontal.

Cuando a los británicos se les denegó el permiso para que sus propios diseños fueran producidos en fábricas estadounidenses, realizaron pedidos de M3. No les gustaba su alta silueta, e hicieron que se les instalara su propia torreta (más baja) con un equipo de radio en su parte posterior, lo que permitió además reducir la dotación en un tripulante. Los británicos llamaron a estos tanques "General Grant", mientras que a los originales les llamaron "General Lee" o, simplemente, Grant y Lee. Estas designaciones fueron usadas solamente por los británicos y las fuerzas de la Commonwealth; en el ejército de los EE. UU. se les designaba sólo como M3 Medium -(tanque) medio M3-. Aunque se trataba de una solución de circunstancias, el M3 tuvo un gran éxito y aportó a las fuerzas británicas en el norte de África una potencia de fuego que necesitaban con enorme urgencia.
El casco y las ruedas de rodaje del M3 fueron adaptadas por los canadienses para desarrollar el tanque Ram, un tanque con torreta convencional que se usó como vehículo de entrenamiento. El casco también se usó como base para producir piezas de artillería autopropulsada y vehículos de recuperación.

## Historia operativa

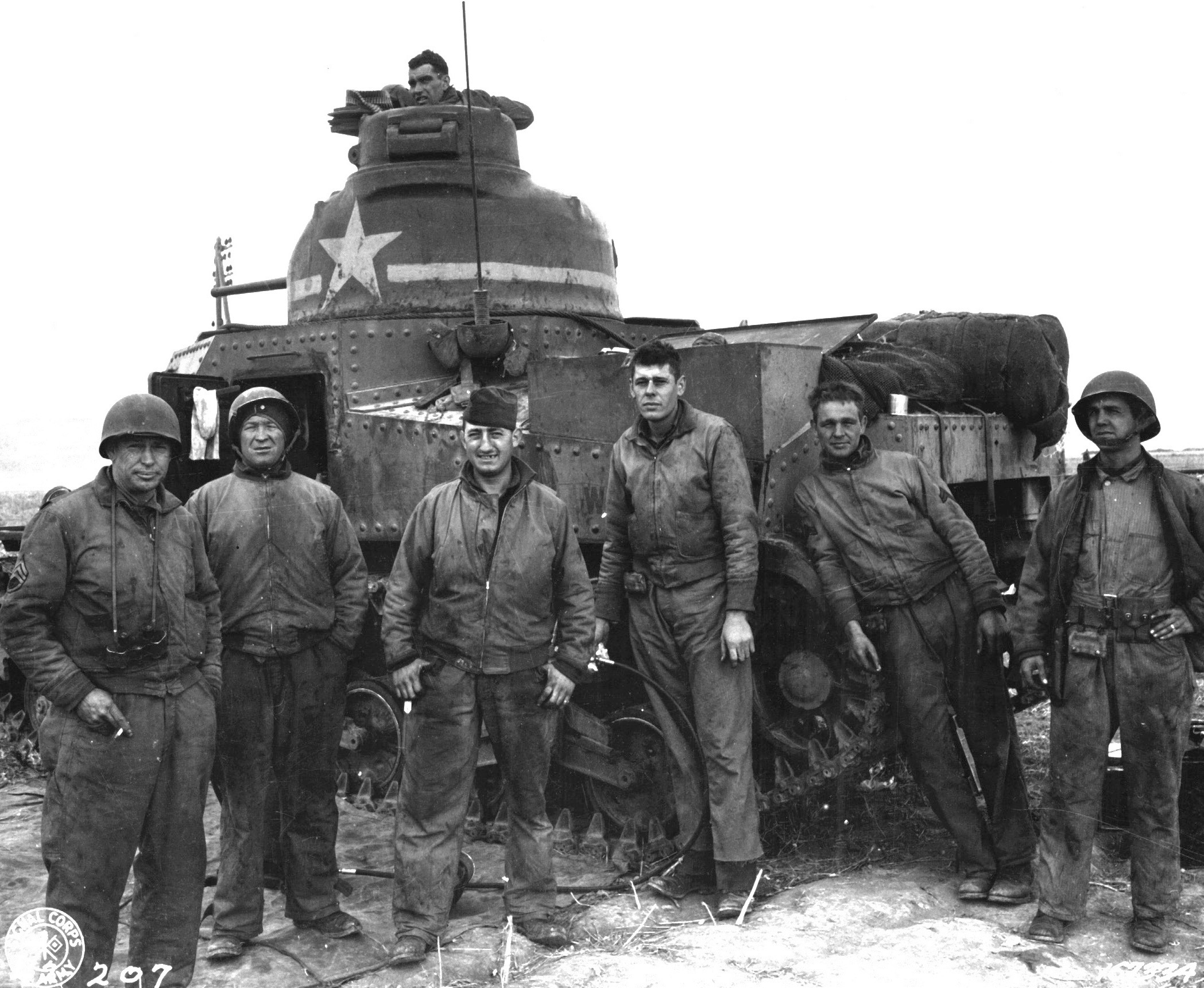
Tripulación de M3 en Souk el Arba, Túnez, 23 de noviembre de 1942.

El tanque medio M3 entró en acción por primera vez en 1942, durante la campaña del norte de África. Los Lee y Grant británicos combatieron por primera vez contra las tropas de Rommel en la  Batalla de Gazala el 27 de mayo de dicho año, y siguieron en servicio en ese teatro hasta el final. El 2.º/13 de la 1.ª División Blindada estadounidense también los empleó en el norte de África. 
En dicha campaña el M3 fue bien considerado por su fiabilidad mecánica, blindaje y poder de fuego. Superaba en fiabilidad y poder de fuego a los tanques británicos y podía combatir en igualdad de condiciones con los tanques y cañones antitanque remolcados alemanes. Por el contrario, su alta silueta y su cañón montado en la carrocería suponían una notable desventaja táctica, puesto que debía girar el tanque para disparar el cañón principal y su perfil lo hacía muy visible. El blindaje remachado también supuso un problema, puesto que los remaches podían romperse y saltar hacia el interior del tanque al recibir un impacto, rebotando en el interior como si fueran metralla. En los modelos posteriores se sustituyeron los remaches por soldadura.
Tan pronto como estuvo disponible, el M4 Sherman reemplazó al M3, y ninguno de estos fue usado en el teatro europeo después de mayo de 1943.
En el Pacífico un número muy reducido de M3 prestó servicio en el ejército de los EE. UU. en el atolón de Makin en 1943. Ninguno fue suministrado a los Marines. Australia recibió varios cientos, pero ninguno entró en combate. Los británicos los usaron en China, Birmania y la India, manejados habitualmente por tripulaciones indias. Dado el escaso número de tanques japoneses y el notorio grado de obsolescencia de los mismos, las deficiencias del M3 no eran tan relevantes, siendo de hecho muy superiores a sus equivalentes nipones, aunque su papel fundamental fue el prestar apoyo a la infantería. Jugaron un papel importantísimo durante la Batalla de Imphal y a pesar de su bajo rendimiento a campo través, dieron un gran servicio en las empinadas colinas que rodeaban Imphal.
En cumplimiento de los acuerdos Lend-Lease, más de 1300 M3A3 y M3A5 diésel -todos del tipo Lee, aunque a veces se les denomine (incorrectamente) "Grant"- fueron suministrados a la Unión Soviética entre 1942 y 1943. Por su tendencia a incendiarse cuando era impactado, los rusos le dieron el sobrenombre de "ataúd para siete hermanos". A partir de mediados de 1943 muy pocos entraron en combate. Algunos fueron usados en el frente del Ártico en la ofensiva soviética hacia Kirkenes en octubre de 1944. En dicho frente los alemanes apenas tenían un puñado de obsoletos tanques franceses capturados Hotchkiss H35, por lo que sus prestaciones en el combate tanque contra tanque del M3 (malas en comparación con los últimos modelos alemanes) fueron un detalle menor a tener en consideración.
En conjunto puede decirse que el M3 se las arregló bien en el campo de batalla de 1942. Su blindaje y armamento eran iguales o superiores a la mayor parte de enemigos a los que se tenía que enfrentar. Pocos tanques alemanes -y en escaso número- estaban equipados con cañones de largo alcance y alta velocidad. Sin embargo el rápido desarrollo de los tanques durante la Segunda Guerra Mundial y la entrada en servicio en grandes cantidades del M4 Sherman lo dejaron obsoleto para mediados de 1943 y fue rápidamente retirado del servicio en el teatro europeo.

## Cultura popular
- En la película Sahara (1943), el tanque que comanda Humphrey Bogart, "Lulubelle", es un M3 Lee.,[2] así como la versión de 1995 con James Belushi.[3]

- En el videojuego War thunder, el M3 Lee/Grant se encuentra en las versiones estadounidenes e inglesas, respectivamente, siendo un vehículo que el jugador puede utilizar.

## Variantes

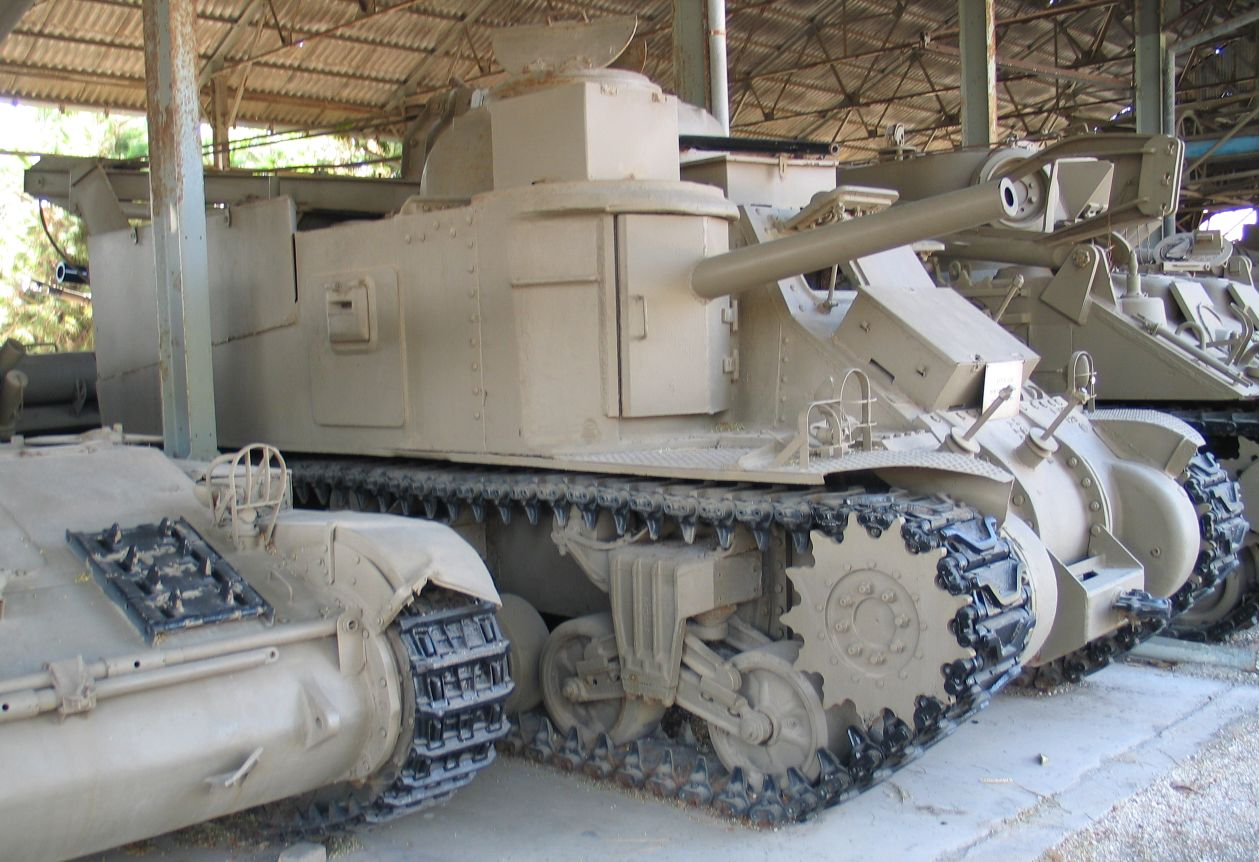
Vista del falso cañón del M31 TRV.

Denominaciones británicas entre paréntesis:

### Estadounidenses
- M3 (Lee I/Grant I).
  - Casco remachado. Producidos 4724.
- M3A1 (Lee II).
  - Mitad superior del casco hecha mediante vaciado. Producidos 300.
- M3A2 (Lee III).
  - Casco ensamblado por soldadura. Producidas sólo 12 unidades.
- M3A3 (Lee IV/Lee V).
  - Casco ensamblado por soldadura. Motores gemelos diésel GM 6-71. Escotillas laterales soldadas o eliminadas. Producidos 322.
- M3A4 (Lee VI).
  - Casco reducido remachado. 5 motores multibanco Chrysler. Escotillas laterales eliminadas. Producidos 109.
- M3A5 (Grant II).
  - Casco remachado. Motores gemelos diésel GM 6-71. A pesar de llevar la torreta original del Lee y no la del Grant, los británicos le llamaban Grant II. Producidos 591.
- Vehículo de recuperación M31 (Grant ARV I).
  - Basado en el casco del M3, con falsa torreta y falso cañón de 75 mm. Llevaba una grúa de 27.215 kg.
- Vehículo de recuperación M31B1.
  - Basado en el casco del M3A3.
- Vehículo de recuperación M31B2.
  - Basado en el casco del M3A5.
- Tractor M33.
  - M31 TRV convertido (con torreta y sin grúa) para realizar el papel de tractor de artillería. 109 vehículos fueron transformados entre 1943 y 1944.
- Obús autopropulsado M7 (Priest).
  - Obús M1/M2 de 105 mm instalado en una superestructura abierta.
  - Vehículo de observación artillera. Versión sin cañón del anterior.
- Obús autopropulsado M12 155 mm.
  - T-6. Obús de 155 mm sobre chasis de M3.

### Británicas
- Grant ARV.

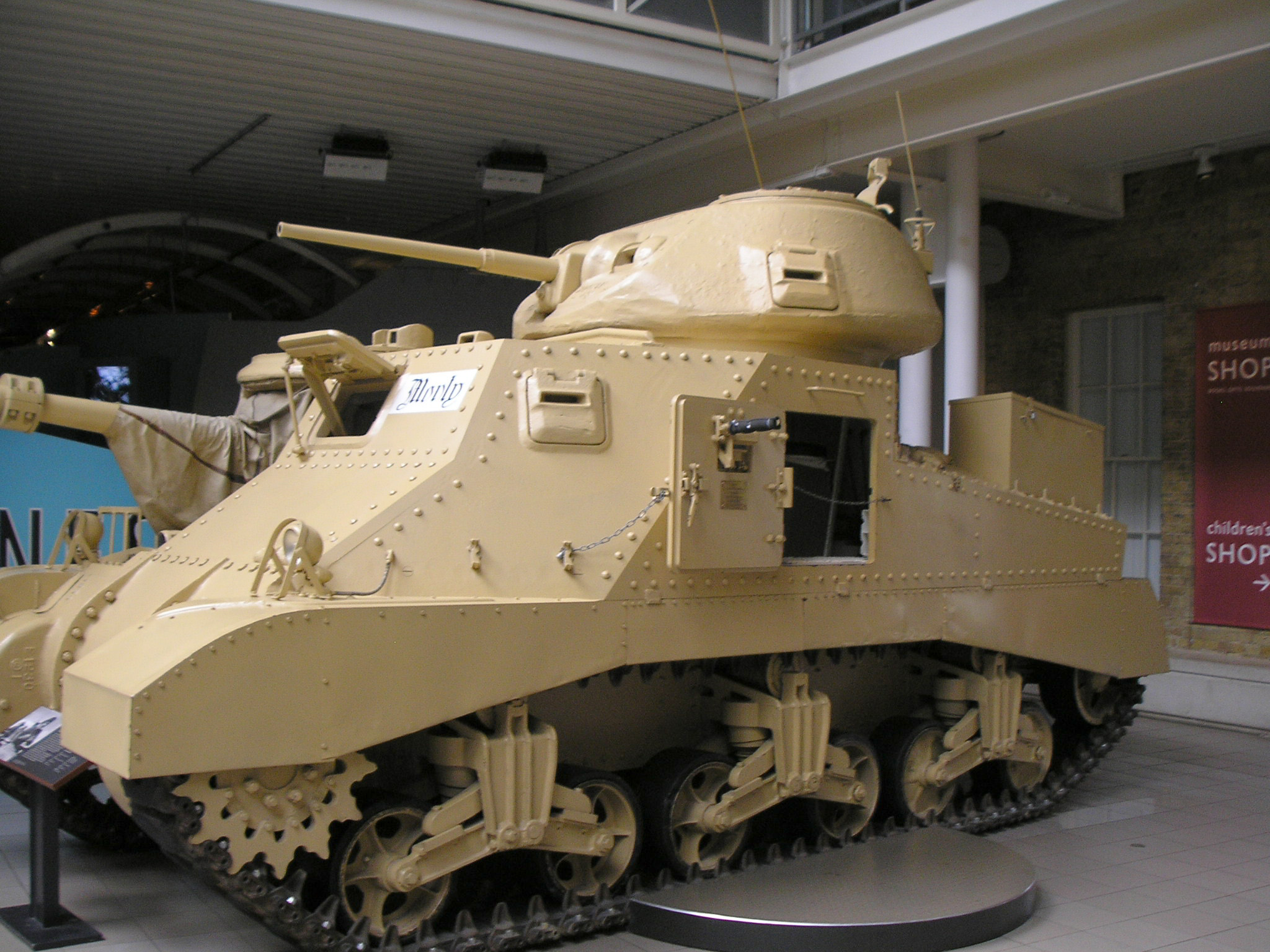
Versión de mando usada por el general Montgomery.
Conservado en el Imperial War Museum en Londres.

  - Grant I y Grant II sin cañón con equipo de recuperación de vehículos.
- Grant Command.
  - Grant con equipo de radio y sin cañón o con un cañón falso.
- Grant Scorpion III.
  - Grant sin cañón al que se le ha equipado con el mayal barreminas Scorpion III. Se hicieron unos pocos a principios de 1943 para usarlos en el norte de África.
- Grant Scorpion IV.
  - Grant Scorpion III con motor adicional para incrementar la potencia del mayal Scorpion.
- Grant CDL.
  - "Proyector de defensa del canal" (Canal Defence Light en inglés); se reemplazó la torreta de 37 mm por una nueva torreta que albergaba un potente reflector y una ametralladora. Se fabricaron 355 y fue usado también por los estadounidenses, que lo designaron Shop Tractor T10.

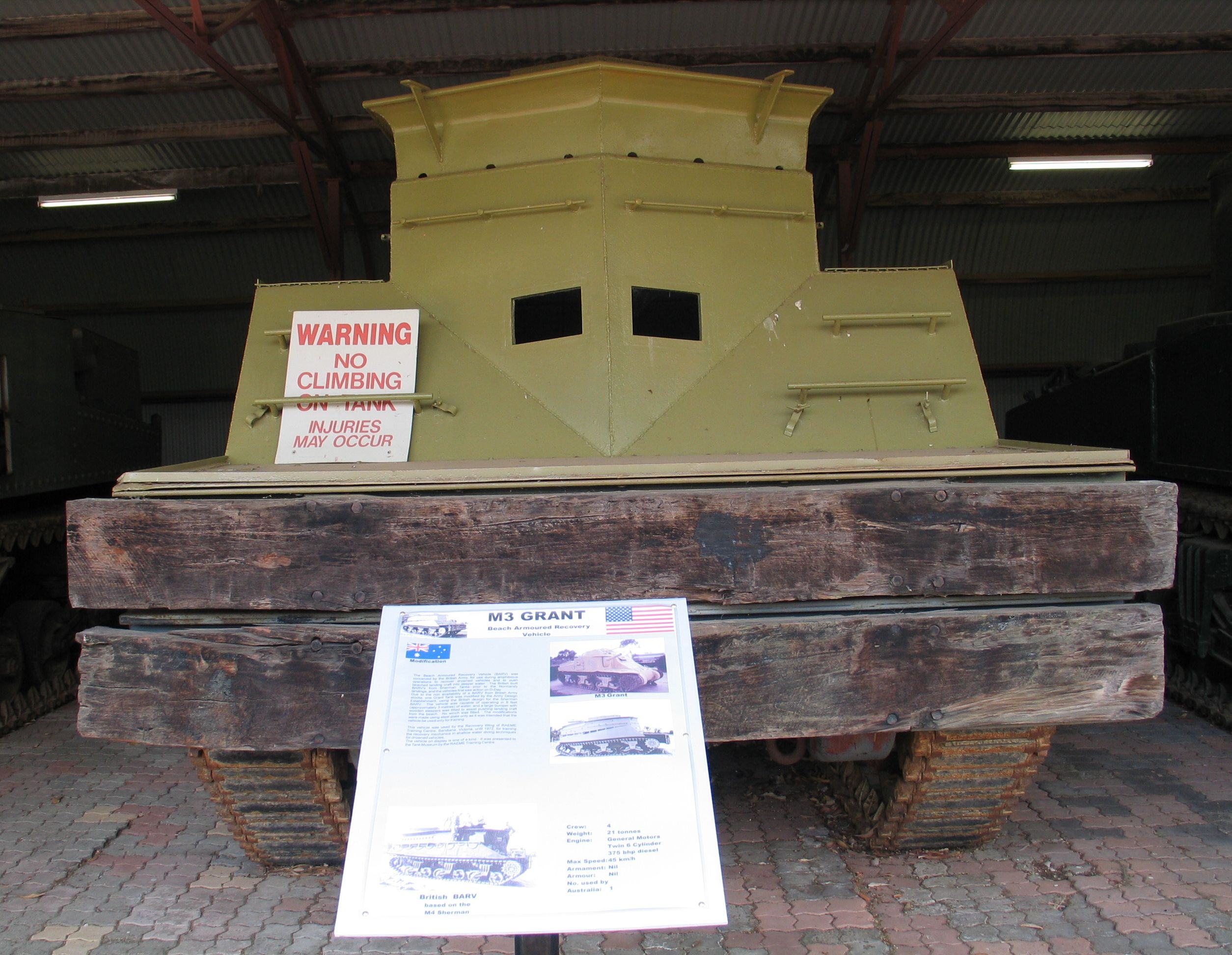
M3 BARV australiano.

### Australianas
- M3 BARV.
  - Un único M3A5 Grant fue transformado en vehículo blindado de recuperación costera (Beach Armoured Recovery Vehicle en inglés).
- Cañón autopropulsado Yeramba.
  - Obús de 25 libras australiano. Se construyeron 13 vehículos en 1949 sobre carrocerías de M3A5 en una conversión muy parecida a la del Sexton canadiense.

## Usuarios
- Argentina
- Australia
- Brasil
- Canadá
- Estados Unidos
- Nueva Zelanda
- Reino Unido
- Unión Soviética